# Parlamento inútil

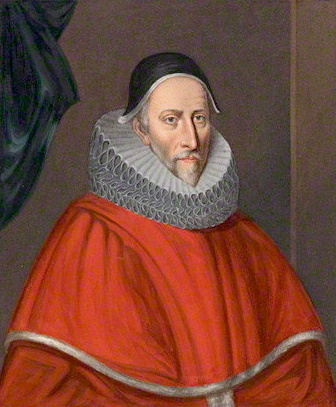
Sir Thomas Crewe

El Parlamento Inútil fue el primer Parlamento de Inglaterra del reinado del rey Carlos I, en el trono desde junio hasta agosto de 1625. El nombre se debe a que se celebró sin que se llegara a ninguna conclusión clara ni haber aprobado ninguna ley, por lo que fue «inútil» desde el punto de vista del rey. El Parlamento se celebró en Oxford el 1 de agosto, y se disolvió el 12 de ese mismo mes.